# NGC 1408
NGC 1408 је ознака објекта на координатама са ректансцензијом 3h 39m 20,0s и деклинацијом - 35° 31" 30'. Открио га је Јохан Фридрих Јулијус Шмит, 19. јануара 1865. Каснијим посматрањима на том положају није уочен никакав астрономски објекат.